# Saison 3 de The L Word
Chronologie
Saison 2 Saison 4
La troisième saison de The L Word a été diffusée sur la chaîne de télévision Showtime et compte 12 épisodes.

## Synopsis
Fraîchement diplômée de l'université de Chicago, Jenny s'installe chez son petit ami, Tim, à West Hollywood où elle espère réussir dans l'écriture. Rapidement, elle fait la connaissance de ses voisines Bette et Tina, un couple de lesbiennes. Une rencontre inattendue qui lui ouvre la porte vers un monde qui lui était jusqu'alors inconnu : celui de la communauté lesbienne.

## Épisodes

### Épisode 1:Laissée pour compte
- États-Unis : 8 janvier 2006

- Margot Kidder (Sandy Ziskin)
- Cynthia Stevenson (Roberta Collie)
- Kate Clinton (Dr. Farber)
- Irene Olga López (Mercedes Morales)
- Paralee Cook (Sally)
- Tamara Prescott (Louise)
- Leanna Nash (Vera)
- Marilyn Norry (Eve)
- Annabel Kershaw (Mindy)
- Jill Teed (Teri)
- Christine Chatelain (Marilyn)
- John Reardon (Young Dad)
- Jason Hagemester (Yoga Instructor)
- Colin Lawrence (David)
- Stephen Aberle (Warren Ziskin)
- Elena Murzello (Anna)
- Franco Maravilla (Freddy)
- Maria Dimou (Patricia)
- Patricia Mayen-Salazar (Begonia)
- Esmeralda Fortin (Abuela)
- Michelle Candido (Woman passing granola)
- Matt Connelly (Waiter)
- Zack Carter (Mitch, the Valet)
- Paul Macherey (Parent)

### Épisode 2:Long Week-end
- États-Unis : 15 janvier 2006

- Cynthia Stevenson (Roberta Collie)
- Ann-Marie MacDonald (Julia)
- Irene Olga López (Mercedes Morales)
- Maggie Moore (Drag Ann-Margaret)
- Colin Lawrence (David)
- Ellie Harvie (Janice)
- Kaaren de Zilva (Evi)
- Patricia Mayen-Salazar (Aunt Begonia)
- Maria Dimou (Patricia)
- Elena Murzello (Anna)
- Sergio Garcia (Luis)
- Shirane Haas (Lexi)
- Lisa Bunting (Group Leader)
- Mark Epstein (Himself)
- Yvette Narlock (Elvis Drag Girl)
- Tammy Bentz (Butch Dyke)
- Elfina Luk (Femme Roulette Dyke)
- Tom McBeath (Hal)
- Beverley Elliott (Martha)
- Jason McKinnon (Boy)
- Tamara Lashley (Bisexual Girl)
- Shawn Reis (70's Faggot #1)
- Benjamin Arthur (70's Faggot #2)
- Shawn Ayers (Hustler #1)
- Brendan Bailey (Hustler #2)
- Aaron Brooks (Redneck Boy #1)
- Tyler Johnston (Redneck Boy #2)
- Shay Kuebler (Redneck Boy #3)
- Magda Apanowicz (Redneck Girl)
- Fraser Aitcheson (Garbage Man)
- Alastair Gamble (Male Having Sex #1)
- Ian Jamieson (Male Having Sex #2)
- Andrew Hrankowski (Male Having Sex #3)
- Jeffrey Schann (Male Having Sex #4)
- Dimitri Zaborajnyi (Male Having Sex #5)
- Quinn Lord (Roland)
- Heather Doerksen (Waitress)
- Jill Teed (Teri)
- Laura Mennell (Toni)
- Luba Dulpang (Croupler)
- Stephen J.M. Sisk (Mentally Challenged Nightclubber)
- Katrina Fields (Bar Girl)

### Épisode 3:Léger décalage
- États-Unis : 22 janvier 2006

- Keram Malicki-Sánchez (Chase)
- Laura Mennell (Sister Toni)
- Naomi Joy Gallagher (Sister Agatha)
- Frazey Ford (Sister Christine)
- John Gray (Teenage Boy)
- Susan Mosher (Ruth)
- Patricia Idlette (Technician)
- Elizabeth Weinstein (Receptionist)
- Tommy Danielowski (Waiter)
- Uldouz Wallace (Lisa)
- Jill Morrison (Randa)
- Tarita Virtue (Gorgeous Actress)

Shane ouvre son propre salon dans un magasin de skateboard. Bette ne trouve pas de travail à son goût et la situation financière du couple devient tendue, poussant Tina à accepter un poste dans le studio d'Helena. Jenny et Moira arrivent à Los Angeles et le dîner de bienvenue se transforme en malaise pour Moira.

### Épisode 4:Laborieux Dilemme
- États-Unis : 29 janvier 2006

- Russell Simmons (Himself)
- Billie Jean King (elle-même)
- Keram Malicki-Sánchez (Chase)
- Dana Delany (Senator Barbara Grisham)
- Stephen Powell (Chair Umpire)
- Elise Lelorun (Ivanova)
- Paul Anthony (Felix - Young Waiter)
- Michael Ryan (Senator Horsey)
- Duncan Minett (Reporter)
- Carl McDonald (Ginger Vitus)
- Bif Naked (Cynthia)
- Nicholas Treeshin (Tom)
- Derek McIver (Pastor Frank)
- Gillian Hutchison (Margie Adams)
- Naomi Joy Gallagher (Sister Agatha)
- Susan Mosher (Ruth)
- Lisa Howell (Girl)

Tina and Helena assistent à la projection d'un documentaire réalisé par Dylan Moreland, Helena est sous le charme. Bette doit représenter un dossier devant le sénat à Washington D.C. et y fait la connaissance de la Sénatrice Barbara Grisham. Jenny se fait embaucher comme serveuse au Planet. Moira est invitée par Billie à une fête avec des représentants de la communauté Trans, Jenny l'encourage en la présentant comme Max. Carmen doit choisir entre la fête d'ouverture du salon de Shane et une occasion unique d'être DJ à une fête VIP exclusive organisée par Russell Simmons.

### Épisode 5:Lindsey 76
- États-Unis : 5 février 2006

- Ann-Marie MacDonald (Julia)
- Keram Malicki-Sánchez (Chase)
- Erica Cerra (Uta Refson)
- Derek McIver (Frank)
- Brendan Penny (Coleman Alt)
- Paul Popowich (Josh Brecker)
- Tammy Gillis (Tammy)
- Adam Thomas (Gregory)
- Tara Janicki (Dana's Butch Girl)
- Andrew Airlie (Dr. Shapiro)
- Denis Krasnogolov (Ludvig)
- Andrew McNee (Brian)
- Charlie David (Speed Dater)
- Geoff Gustafson (Male Nurse)
- Agnes M. Laan (Tammy's Girlfriend)
- Pamela Sue Martin (Linda Kennard)
- Jill Morrison (Randa)

### Épisode 6:Lymphome
- États-Unis : 12 février 2006

- Callum Keith Rennie (Danny Wilson)
- Michael Hogan (Irwin Fairbanks)
- Barbara Kottmeier (Young Bette)
- Brendan Penny (Coleman Alt)
- P. Lynn Johnson (Jan Martin)
- Ellie Harvie (Janice)
- Andrew Airlie (Dr. Shapiro)
- Richard Keats (Anesthesiologist)
- Suzanne Bastien (Nurse)
- Geoff Gustafson (Male Nurse)
- Pamela Diaz (Rosie)
- Carrie Brownstein (elle-même)
- Janet Weiss (elle-même)
- Corin Tucker (elle-même)
- Sleater-Kinney (elle-même)

### Épisode 7:Lueur
- États-Unis : 19 février 2006

- Eve Ensler (Jenny's Editor)
- Deirdre Blades (Beautiful Older Woman)
- Randi Lynne (Nurse)
- Erica Cerra (Uta Refson)
- Paul Popowich (Josh Becker)
- Patti Allan (Dr. Kaufman)
- Rob deLeeuw (Garbage Clerk)
- P. Lynn Johnson (Jan Martin)
- Dave McGowan (Roadie)
- Panthea (Opera Singer)
- Meghan Gardiner (Opera Singer)
- Justina Kervel (Tat Artist Kim)
- Kate Pierson (Herself - The B-52's)
- Keith Strickland (Himself - The B-52's)
- Fred Schneider (Himself - The B-52's)
- Cindy Wilson (Herself - The B-52's)
- Zachary Alford (Himself - The B-52's)

### Épisode 8:Label indépendant
- États-Unis : 26 février 2006

- Cynthia Stevenson (Roberta Collie)
- Alyson Palmer (elle-même)
- Amy Ziff (elle-même)
- Elizabeth Ziff (elle-même)
- Nona Hendryx (elle-même)
- Tracy Bonham (elle-même)
- Paul Silveira (Engineer)
- Malcolm Stewart (Dr. Geld)
- Carrie Close (Sports Fan)
- Zach Carter (Handler)
- Carlos Andrés Gómez (Airport Official)
- Brynn Horrocks (Flight Attendant)
- Malaika Jackson (Basketball Player)
- Tara Fynn (Female Monk)

### Épisode 9:Litigieuse Proposition
- États-Unis : 5 mars 2006

- Irene Olga López (Mercedes Morales)
- Callum Keith Rennie (Danny Wilson)
- Patricia Mayen-Salazar (Begonia)
- Susan Love (elle-même)
- Tara Fynn (Beautiful Monk)
- Yvonne Myers (Swimming Teacher)
- Caleb Rogers (Mikey)
- Franco Maravilla (Freddy)
- Esmeralda Fortin (Abuela)
- Holly Elissa Dignard (Chandra)
- Carlo Fanella (Pablo)
- Elena Murzello (Anna)
- Kurt Max Runte (Mysterious Man)
- Maria Dimou (Patricia)
- Justine Warrington (Woman at Retreat)
- John Reardon (Resident)
- Fin Gareau (Stanley)
- Will Radford (Steven, Process Server)
- Dawn Petten (Significant Other)
- Maika Yamamoto (Principal)

Bette se consacre à sa « retraite » silencieuse.
Max organise une levée de fonds pour son opération d’ablation de la poitrine.
Tina rencontre Henry et commence une relation avec lui…
Max pète un câble car il estime ne pas avoir obtenu suffisamment de fonds pour son opération. Il fait une scène à Jenny durant la soirée, jaloux qu’elle danse avec un autre homme.
Dana suggère à Alice d’accepter de sortir avec une certaine Chandra.
Dylan piège sournoisement Helena dans une vidéo qui lui permettra d’arriver à ses fins (tordues).
Carmen balance à sa famille, devant Shane, qu’elles sont en couple.

### Épisode 10:Loin de vous
- États-Unis : 12 mars 2006

- Callum Keith Rennie (Danny Wilson)
- Georgia Craig (Becky Haspel)
- Peter Wingfield (Whit Strobel)
- David Lovgren (Brad)
- Claudette Mink (Marlene)
- Evan Adams (Dr. Bell)
- Derek Baynham (Dr. Wyler)
- Lorena Gale (Delores)
- Sonya Anand (Nurse)
- Zara Taylor (Woman)
- Caleb Rogers (Mikey)
- Tara Fynn (Beautiful Monk)
- Panou (Hewitt Shepard)
- Christina Jastrzembska (Older Woman)
- David Abbott (Older Man)
- Agam Darshi (Waitress)
- Doris Chillcott (Bus Stop Woman)
- Ryan Robbins (Bus Stop Man)

Lara, en vacances à Paris et qui ne se doute pas une seconde que c’est la fin pour Dana, l’appelle et laisse un message sur son répondeur lui disant qu’elle lui manque et qu’elle aimerait revenir « à la maison ».
Pour Dana il s’agit de ses dernières heures.
Bette quitte enfin sa « retraite silencieuse » n’en pouvant plus et ne pouvant pas tenir les 10 jours prévus.
Carmen annonce à Shane qu’elle l’a trompée.
Jenny revoit son ex, Tim, qui la juge dès qu’il comprend qu’elle a une relation avec une personne en transition…

### Épisode 11:Larmes
- États-Unis : 19 mars 2006

- Michael Hogan (Irwin Fairbanks)
- Andrew Francis (Howie Fairbanks)
- Aaron Craven (Young Minister)
- Caleb Rogers (Mikey)
- Landy Cannon (Harrison)
- Stephen J.M. Sisk (Clown)
- Tegan Quin (elle-même)
- Sara Quin (elle-même)
- Harley Reiner (11-Year Old Dana)
- Bradley Minielly (5-Year Old Howie)
- Shay Kingston (Performance Artist)
- Attila Kállai (Tegan & Sara Groupie)

C’est la cérémonie dédiée à Dana. Les mots du prêtre ou pasteur choquent les filles car il la dépeint comme une hétérosexuelle, ce qu’elle n’était absolument pas !! 
Alice « vole » quelques cendres afin de respecter la dernière volonté de Dana : être dans son camp d’été.
Max décroche un poste de responsable dans la boite où il n’avait pas été pris en tant que Moira (on l’avait recalé pour un poste moins important avec le même CV !!!).
Dylan dépose une vidéo à Helena dans laquelle où elle s’excuse plus ou moins de la tournure qu’ont pris les choses.
Bette va voir Joyce, l’avocate lesbienne de LA pour obtenir la garde exclusive d’Angelica, ne supportant pas qu’elle soit élevée dans un couple hétéro blanc.
Les filles se remémorent des souvenirs à propos de Dana en allant lui rendre hommage.
Shane annonce qu’elle a demandé Carmen en mariage.

### Épisode 12:Lune de fiel
- États-Unis : 26 mars 2006

- Eric Roberts (Gabriel McCutcheon)
- Irene Olga López (Mercedes)
- Isabella Hofmann (Marilyn)
- God-des (Herself - MC)
- Sheila Aldridge (elle-même)
- Aubrey Arnason (Patty)
- Chilton Crane (Tricia)
- Wendy Dawson (Concierge)
- Kaaren de Zilva (Evi)
- Maria Dimou (Patricia)
- Shaun Taylor (Jim)
- Michael Jansen (Valet)
- Alistair Lochan (Aaron)
- Franco Maravilla (Freddy)
- Shawna Merrell (Waiter)
- Jill Morrison (Randa)
- Elena Murzello (Anna)
- Sarah-Jane Redmond (Carla McCutcheon)
- David Udow (Guide)
- Victoria Bidewell (Nurse)
- Élodie Bouchez (Claude)
- Tina G. (Herself - Vocalist)

Les filles organisent le mariage de Carmen et Shane.
Shane rencontre pour la première fois son père biologique. Il lui fait également rencontrer son fils et sa femme actuelle, Carla. Elle leur annonce qu’elle doit se marier et les invite à la cérémonie.
Bette complote avec son avocate, Joyce, pour obtenir la garde exclusive d’Angelica.
Kit découvre qu’elle est enceinte. 
Helena a organisé la venue de la famille de Carmen au mariage.
Finalement, après une discussion avec son père, Shane décide de planter Carmen au mariage.